# Мухин, Лев Михайлович
Лев Михайлович Му́хин (24 октября 1933 — 24 апреля 2009) — российский учёный, популяризатор науки, доктор физико-математических наук, лауреат Государственной премии СССР.
Выпускник МГУ.
Работал в Институте космических исследований АН СССР (ИКИАН), последняя должность — заведующий лабораторией экзобиологии.
В 1971 г. участвовал в первой советско-американской конференции CETI в Бюракане, затем в Зеленчукской школе-семинаре SETI и нескольких других конференциях по проблемам SETI и происхождения жизни.
Докторская диссертация:
- Начальные этапы эволюции органических соединений на планетах : диссертация … доктора физико-математических наук : 01.03.02. — Москва, 1976. — 222 с. : ил.

В 1989—1991 по приглашению профессора Венке работал в Германии. В 1990-е гг. советник по науке российского посла в США В. П. Лукина, затем научный сотрудник Сагдеевского «Центра Восток-Запад» в Балтиморе. После возвращения в Россию — заместитель директора ИЗМИРАН.
Автор научно-популярных книг:
- В нашей Галактике / Л. Мухин. — М. : Мол. гвардия, 1983. — 192 с. : ил.; 21 см; ISBN В пер. (В пер.) : 55 к.
- Планеты и жизнь / Л. Мухин. — 2-е изд. — М. : Мол. гвардия, 1984. — 191 с. : ил.; 20 см. — (Эврика).; ISBN В пер. (В пер.) : 55 к.
- Мир астрономии : Рассказы о Вселенной, звездах и галактиках / Лев Мухин; Худож. Н. Маркова. — М. : Мол. гвардия, 1987. — 207 с., [8] л. ил.; 24 см; ISBN (В пер.)

Лауреат Государственной премии СССР (1985, в составе коллектива) — за исследования атмосферы и ионосферы Венеры с помощью спускаемых аппаратов и спутников планеты.
Умер 24 апреля 2009 года после тяжелой продолжительной болезни.